# Federico Guzmán
|  | Per a altres significats, vegeu «Federico Guzmán Frías». |

Federico Guzmán (Sevilla, 1964) és un pintor i escultor andalús. És un dels membres més joves de l'anomenada Nueva Figuración Sevillana que va revolucionar el panorama artístic nacional a finals dels anys vuitanta.
Sempre ha estat un creador compromès amb el seu entorn, però va ser durant una estada a Colòmbia, entre 1997 i 2000, cosa que li va fer prendre consciència de la importància de la naturalesa i a ratificar la seva idea que art ha de ser una eina per canviar la societat, un mitja de coneixement i de punt de trobada entre les persones, utilitza l'art com a via d'autorealització i com a eina de lluita pacífica.
Les seves teories es fonamenten en l'obra de Paul Klee, Carl Gustav Jung i fins i tot en el llibre "Mon exterior, mon interior" del químic suís Albert Hofmann. Però per damunt de compromisos teòrics, el treball de Federico Guzmán aporta optimisme, vitalitat i tendresa, segons ell com a artista no és més que una prolongació de la naturalesa. En la seva obra destaca l'heterogeneïtat dels materials naturals utilitzats, en tots ells es manifesta una clara intenció de transportar a situacions midiàtriques la realitat quotidiana. En tots els caos fa referència a la societat actual, un discurs metafòric que potencia un exercici que dona pas a un sistema molt més vitalista que els habituals sistemes constrenyis i, per tant, provoca una il·lusió vital més intensa.
L'artista sevillà ha omplert galeries de pintures, dibuixos i escultures i inciten a l'entusiasme, ha convertit cada una de les seves obres en una manifestació plàstica plena d'intensitat plantejant infinites possibilitats fent patent un univers d'il·lusions. La pintura ens situa en realitats immediates on s'ha magníficat i s'ha omplert de cromatisme una cosa tan senzilla com un parxís. A través del dibuix Guzmán fa una espècie de relat d'una realitat que s'ha de viure amb tota la seva intensitat. Amb l'escultura en canvi proposa un diàleg absolutament directe amb un espectador hipotètic al que s'hi l'hi exigeix una permanent complicitat.
Alguns dels seus projectes individuals són "Federico Guzmán" a Espai 13 (Fundació Miró, Barcelona 1989), "La enredadera de la serpiente" Benveniste Contemporany, Madrid), "La Bella Embalada" (Pepe Cobo, Art basel Miami Beach), "Matitas divinas" (Centro Andaluz de Arte Contemporáneo (CAAC) de Sevilla, 2001), "El Mercado Arrollador" (galería Pepe Cobo de Madrid, 2006), "El mato de tomaco" (Encuentro MDE 07, Medellín). També ha format part de prijectes col·lectius com la "Expedición a El Dibujo" amb artístes espanyols i colombians, "El museo de la calle" amb el col·lectiu Cambalache o Copilandia con Gratis. A Colómbia ha treballat àmpliament en projectes com "El Reencauche" (Casa Cultural El Solar, Bucaramanga 1998), "Chagras de los Espíritus" amb Andrés Corredor (Biblioteca del Banco de la República, sede Leticia, Amazonas, 2000) "Museo de la Calle" amb el Colectivo Cambalache (Museo de Arte de la Universidad Nacional de Colombia, Bogotá, 2000), "Expedición a El Dibujo" (Fundación Gilberto Alzate Avendaño, Bogotá, 1999). També ha participat en les versions V i VI del Festival Internacional de Performance de Cali, en 2002 i 2006 respectivament.